# Talismania mekistonema
Talismania mekistonema är en fiskart som beskrevs av Sulak, 1975. Talismania mekistonema ingår i släktet Talismania och familjen Alepocephalidae. IUCN kategoriserar arten globalt som livskraftig. Inga underarter finns listade i Catalogue of Life.